# Iver Tildheim Andersen
Iver Tildheim Andersen  (* 29. September 2000) ist ein norwegischer Skilangläufer.

## Werdegang
Andersen, der für den Rustad IL startet, nahm bis 2020 an Juniorenwettbewerben teil. Dabei wurde er in Jahren 2017 und 2018 norwegischer Juniorenmeister über 10 km Freistil.  Bei den Junioren-Skiweltmeisterschaften 2019 in Lahti holte er die Bronzemedaille über 10 km Freistil. Zudem errang er dort den 11. Platz im 30-km-Massenstartrennen und den vierten Platz mit der Staffel Im folgenden Jahr gewann er bei den Junioren-Skiweltmeisterschaften in Oberwiesenthal die Goldmedaille im 30-km-Massenstartrennen und lief mit der Staffel auf den zehnten Platz. Bei den U23-Weltmeisterschaften im Februar 2021 in Vuokatti holte er die Bronzemedaille über 15 km Freistil. Zu Beginn der Saison 2021/22 startete er in Beitostølen erstmals im Scandinavian-Cup, wo er den 25. Platz über 15 km klassisch und den 24. Rang über 15 km Freistil belegte. Im weiteren Saisonverlauf wurde er bei den U23-Weltmeisterschaften 2022 in Lygna Achter über 15 km klassisch und holte beim Weltcupdebüt im März 2022 in Oslo mit dem 24. Platz im 50-km-Massenstartrennen seine ersten Weltcuppunkte.

## Erfolge

### Weltcupsiege im Einzel
| Nr. | Datum            | Ort         | Disziplin                      |
| --- | ---------------- | ----------- | ------------------------------ |
| 1.  | 2. Dezember 2022 | Lillehammer | 10 km Freistil Individualstart |
| 2.  | 17. Januar 2025  | Les Rousses | 10 km Freistil Individualstart |

### Siege bei Continental-Cup-Rennen
| Nr. | Datum             | Ort         | Disziplin      | Serie            |
| --- | ----------------- | ----------- | -------------- | ---------------- |
| 1.  | 14. Januar 2024   | Otepää      | 10 km Freistil | Scandinavian-Cup |
| 2.  | 3. März 2024      | Hommelvik   | 10 km Freistil | Scandinavian-Cup |
| 3.  | 15. Dezember 2024 | Lillehammer | 10 km Freistil | Scandinavian-Cup |